# Mihaela Rădulescu
Mihaela Rădulescu  (în acte Mihaela Schwartzenberg; n. 3 august 1969, Piatra-Neamț, România) este o vedetă de televiziune, realizatoare și moderatoare de emisiuni de radio și televiziune, realizatoare de filme documentare de autor și actriță de film ocazională. În perioada 2015-2018 fost unul dintre membrii juriului emisiunii „Românii au talent” (Pro TV) și co-prezentatoarea Ferma - Un nou început împreună cu Cristi Bozgan (din al patrulea sezon, ca înlocuitoare pentru Monica Bârlădeanu).

## Primii ani, studii, debut
A participat la Revoluția din 1989 și a fost apoi secretara lui Dan Iosif.
A frecventat cursuri la patru facultăți bucureștene (trei ani de I.E.F.S., doi de filologie, unul de psihologie) și trei de regie, la Facultatea de Artă Hyperion, dar nu a absolvit-o pe nici una dintre ele.
Și-a făcut debutul în 1994 la postul de televiziune Tele 7abc.
Prima emisiune pe care a realizat-o s-a numit „Nocturna pe 16 mm”, fiind urmată de „Weekend abc”, o producție de divertisment care avea loc în fiecare duminică, timp de patru ore, de asemenea a lucrat nouă luni la Pro TV, unde a fost redactor-reporter pentru matinalul lui Florin Călinescu.

## Activitate
Rădulescu a mai prezentat și realizat și alte emisiuni la posturi precum Antena 1, B1 TV și Pro TV.
Următorul job l-a avut la „Antena 1”, unde timp de șapte ani a realizat și a prezentat emisiunea „Duminica în familie”.
Mihaela a regizat toate edițiile emisiunilor de sport extrem și divertisment premiate de Asociația Profesioniștilor din Televiziune și Radio, fiind primul jurnalist român care a transmis în direct, pentru televiziune, de la decernarea Premiilor OSCAR, în 1998.
În primăvara anului 2009, după divorțul de omul de afaceri Elan Schwartzenberg (divorț secondat de un scandal mediatic de amploare), Mihaela Rădulescu a anunțat că se retrage din lumina reflectoarelor și că se mută cu fiul său, Ayan, în sudul Franței, la Monaco, din dorința de a-i oferi acestuia mult mai multă liniște și protecție.
Mihaela Rădulescu este cunoscută mai ales pentru emisiunea Duminica în familie de pe postul Antena 1. 
S-a implicat în activități umanitare - a inițiat și condus campania "Vedete pentru sinistrați", a fost ambasadorul pentru România al organizației United Way și, de mai bine de 10 ani este unul dintre principalii susținători și donatori ai Centrului de îngrijire paleativă (copii cu boli în faze terminale) "Hospice- Casa Speranței", Brașov. Este singura femeie din România cu patru titluri de "Femeia Anului", premii obținute în special pentru implicarea în activități umanitare și cinci premii APTR. A realizat recorduri naționale de audiență încă neegalate cu "Duminica în familie" (Antena 1) și "Steaua ta norocoasă" (Pro TV).
A realizat interviuri cu multe personalități marcante din România, din toate domeniile, dar și cu personalități internaționale - Benjamin Netanyahu, Phil Collins, trei laureați de premiu Nobel (printre care Orhan Pamuk), Catherine Deneuve, Harvey Keitel, Robert de Niro, Quentin Tarantino, Johnny Depp, Julio Iglesias, Marie-France Ionesco, Emir Kusturica etc.
A realizat 4 filme documentare (regizor și scenarist) - "Irak- stelele deșertului", "Musca din Periprava", "Ostrovul meu " (film comandat de WWF) și "Punem pariu că-i vară" (Premiul APTR).
A regizat : videoclipul piesei "Curcubeu" (Bere Gratis), videoclipul piesei "The wizdiz song" (Taxi), Festivalul Internațional de pirotehnie muzicală, spectacolul "Răzvan Mazilu&friends" la Opera Română, emisiunile "Punem Pariu că-i vară".
A jucat în filmele Legături bolnăvicioase (regia Tudor Giurgiu), 15 (regia Sergiu Nicolaescu), Fall down dead (USA) și în piesa de teatru Bed time stories (regia Chris Simion).
Din 2006 scrie lunar o pagină de opinie în revista "Elle", România. Colaborează, ca editorialist-invitat, cu "Jurnalul Național", semnând rubrica "De pus pe gând".

### Scriitoare de non-ficțiune
Rădulescu a debutat în lumea scrisului cu volumul Despre lucrurile simple. În 2009, jurnalista revine cu o nouă carte Niște răspunsuri, publicată la editura Polirom care devine, ca și precedenta, best-seller. În 2011, Mihaela Rădulescu publică, tot la editura Polirom cel de-al treilea volum al său, Întreabă-mă orice. Este primul autor român a cărui carte apare ca aplicație pe Iphone și Ipad (pe acest suport digital apare și volumul lui Mircea Cărtărescu, "Enciclopedia zmeilor"), la Humanitas Digital.

### Blogger
În aprilie 2015 a postat pe blogul personal un articol, denumit "Adam și Eva (Toleranța pe la spatele normalității)", în care a atacat homosexualii, considerându-i "anormali", menționând că aceștia ar trebui să nu se afișeze în public și spunând că nu ar vrea să-și vadă copilul "nici gay, nici terorist, nici cerșetor, nici drogat, nici depresiv". Declarațiile ei homofobice au fost criticate de mai multe persoane publice din România, inclusiv Mihai Bendeac, Brianna Caradja, Andreea Raicu și Ellie White Ca urmare a declarațiilor sale, aceasta a fost concediată de la revista Elle.

## Viața personală
A fost căsătorită cu Ștefan Bănică Jr. timp de doi ani (1997–1999). 
A fost căsătorită apoi timp de patru ani cu omul de afaceri Elan Schwartzenberg, de care a divorțat în 2008. Au împreună un fiu, Ayan. În urma divorțului, Mihaela Rădulescu și-a păstrat, în acte, numele Schwartzenberg.
După divorț, a început o relație cu prezentatorul emisiunii matinale de la Antena 1 (Neața cu Răzvan și Dani), Dani Oțil.
După despărțirea de Dani Oțil, Mihaela Rădulescu a început o relație cu Felix Baumgartner, sportiv și antreprenor austriac, cunoscut pentru săritura din stratosferă pe care a realizat-o în 2012, relație care a durat până la decesul sportivului în iulie 2025, ca urmare a unui accident în timpul unui zbor cu parapanta.
În august 2014 a decedat tatăl Mihaelei Rădulescu.

## Filmografie
- „15” (2005) - Hilde

### Interviuri
- "Ma aflu intr-o stare de gratie", Formula AS - anul 2003, numărul 573
- "Mi-e atat de bine, ca uneori mi se face teama", Ines Hristea, Formula AS - anul 2005, numărul 656
- Mihaela RADULESCU: Nu as putea sa iubesc un ratat Arhivat în 1 iulie 2012, la Wayback Machine., 27 august 2007, Alice Nastase Buciuta, Revista Tango
- Mihaela Radulescu, Ines Hristea, Formula AS - anul 2008, numărul 818
- Mihaela Radulescu: N-am primit propuneri indecente Arhivat în 1 februarie 2014, la Wayback Machine., 27 decembrie 2010, De Corina Stoica, Revista Tango
- Mihaela Rădulescu, vedetă tv: „Eu și Elan avem o relație minunată“, 27 mai 2011, Maridana Arsene, Adevărul
- Mihaela Radulescu - Zeita marii Arhivat în 17 aprilie 2012, la Wayback Machine., 15 iunie 2013, Revista Tango